# 火の車

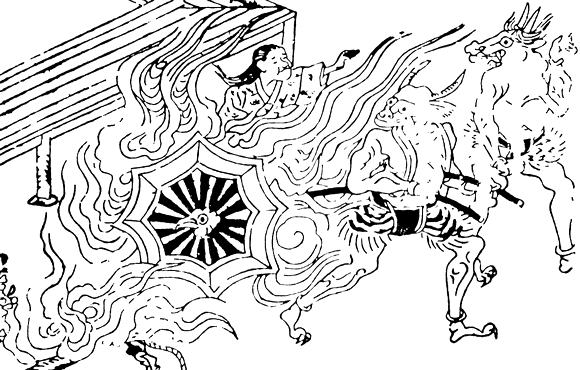
西村市郎右衛門編著『新御伽婢子』より「火車の桜」

火の車（ひのくるま）または火車（）は、日本の仏教的な俗習において、罪深な人間が死んで亡者になると、迎えに来て地獄に送りとどけるという乗物。
地獄の獄卒や、地獄の番人である牛頭馬頭などが牽く車という描写が一般的である。

## 語釈
経典では「火車（）」、俗に「火の車（）」である、と説明される。中世・近世の文例でも漢文的に「火車」とする例も多々ある（ § 古典参照）。
古来は、地獄でつかわれる拷問具をさし、「火車地獄」という言い回しをそれを指すが、ここからやがて（亡者を乗せて地獄に連れてくる）乗物を指すようになった。さらには「火車（かしゃ）」は乗物以外にも、死体を奪いに来る鬼型（の雷神）や猫型の妖怪もさすようになった（火車 (妖怪)参照）（火車 (妖怪)参照）。近代では火車の名は地獄の獄卒ではなく、前述の猫の妖怪を指す方が多い。

## 概要
悪事を犯した人間が死を迎えるとき、牛頭馬頭・獄卒が、燃えたぎる炎に包まれた車を引いて迎えに現れるというもの。
平安時代成立の『今昔物語集』を始め、江戸時代前期から中期にかけての『奇異雑談集』、『新著聞集』、『譚海』などに記述が見られる。これら4例すべて、および『新御伽婢子』などの話集でも火の車のことを「火車」と表記する。

## 古典

### 今昔物語集・宇治拾遺物語

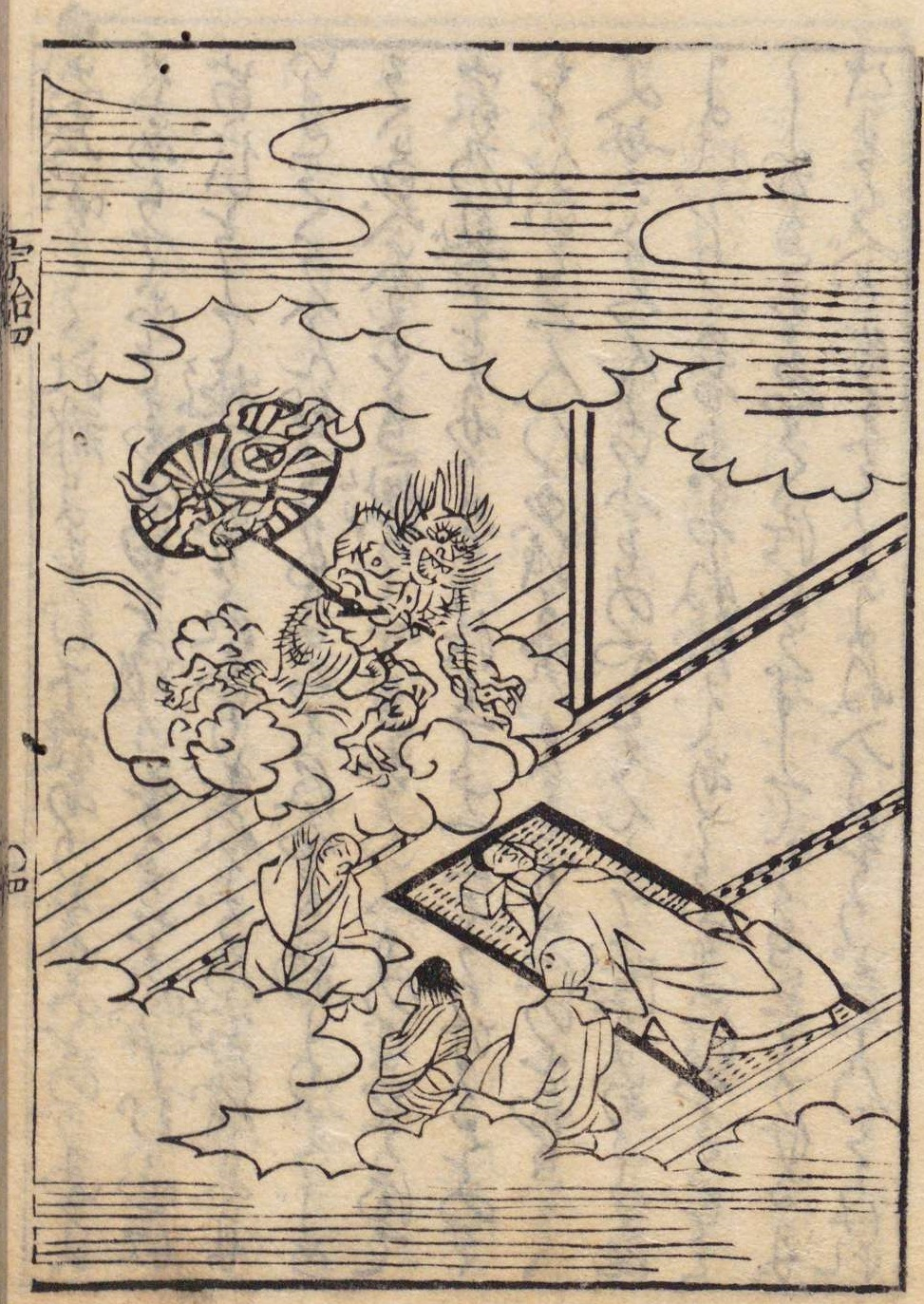
薬師寺の別当僧都の枕元に火車を引いた地獄の鬼。―『宇治拾遺物語』

『今昔物語集』（1120年代以降の成立）巻十五「薬師寺済源僧都、往生語第四」には、薬師寺の済源（）（882-964年）という僧都（高位の位）がいたが、善人にもかかわらず火車があらわれた話がある。
ほぼ同じ内容が『宇治拾遺物語』（1212–1221年頃成立）第四巻、第3話「薬師寺別当の事」にみえるが、薬師寺の僧に名はなく、某別当僧都とする（別当は職）。ほぼ品行方正で、寺の物品を着服しない、臨終のとき、極楽への迎えでなく、鬼に引かれた地獄行きの火車が現れた。なぜかと鬼に問うと、別当が借りっぱなしで返していない五斗（の米）があるという。そこで別当は他の僧らに命じて、倍額の一石分の誦経をおこなうように命じた。部下は戸惑いつつもいわれるままに経を読み上げると、火の車は帰ってゆき、僧都は、かわりに極楽の迎えが来たと手をすり合わせて喜び、息をひきとったという。

### 新御伽婢子
西村市郎右衛門編著『新御伽婢子』(天和 3/1684年刊)巻一第六話「火車の桜」（挿絵：冒頭の画像を参照）にも言及がある。昔、大阪近くの平野に老夫婦のうち老婆が病気になり、二人の娘らが嫁ぎ先から実家に戻って昼夜看病し、少し持ちなおして帰ったが、その夜、二人とも母親が牛頭馬頭の獄卒に牽引された火車に連れていかれる夢を見た。必死にその車を桜の木につなぎとめたが、綱も桜も燃え落ち、火車は行ってしまった。娘らが親元に舞い戻ると、母親は死んだばかりと告げられ、死に顔は悪相で、庭の桜の木は枯れて、縄を結んだ跡もくっきり残っていたという。

### 奇異雑談集・漢和希夷

#### 日金山の地蔵堂
『奇異雑談集』（1687年刊、および古写本）巻四の三「筥根山火金の地蔵にて火車を見る事」また『漢和希夷』（（近世初期成立）第二話によれば、天文6/1537年、駿河の地下人左衛門という男が伊豆の火金の地蔵堂（日金山東光寺）に参詣に行くと、隣に住む屋形衆の朝日名孫八郎の妻も同じ時に詣でていた。やせ衰えて青白く、素通りしたのを不審と思ったが、黒雲が沸き上がり、鬼神がやってきてその女性を火車に乗せていったという話がみえる。

### 新著聞集
『新著聞集』（1749年刊）の以下二編は乗物のほうの火の車の例として挙げられている。

#### 音誉上人が乗る
『新著聞集』（1749年刊）第五 崇行篇より「音誉上人自ら火車に乗る」。文明11年7月2日、増上寺の音誉上人が火車に迎えられた。この火車は地獄の使者ではなく極楽浄土からの使者であり、当人が来世を信じるかどうかにより、火車の姿は違ったものに見えるとされている。

#### 下半身が爛れ腐る
同 第十 奇怪篇より「火車の来るを見て腰脚爛れ壊る」。 武州の騎西の近くの妙願寺村。あるときに、酒屋の安兵衛という男が急に道へ駆け出し、「火車が来る」で叫んで倒れた。家族が駆けつけたとき、彼はすでに正気を失って口をきくこともできず、寝込んでしまい、10日ほど後に下半身が腐って死んでしまったという。

### 西播怪談実記

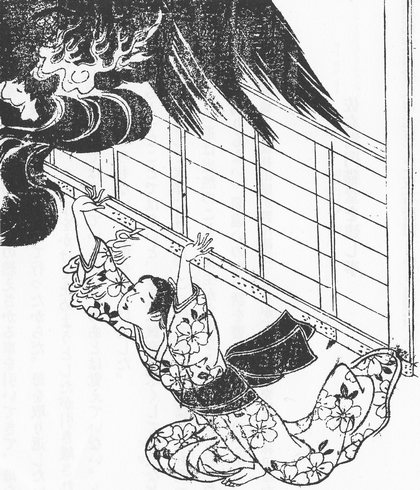
春名忠成『西播怪談実記』より「龍野林田屋の下女火の車を追ふて手并着物を炙し事」

また、怪談集『西播怪談実記』（宝暦4/1754年刊）巻三「龍野林田屋の下女火の車を追ふて手并着物を炙し事」と題し、享保年間の火の車の話がある。播磨国揖保郡龍野町（現・兵庫県たつの市）の林田屋という商家で、以前から店に老婆とその娘が出入りしていたが、老婆が店に滞在中に風邪をひき、次第に症状が重くなった。手当ての甲斐もなく高熱が続き、ついには錯乱状態となった。娘は嘆き悲しんでそばを片時も離れなかったが、ある夕暮れに「ああ、悲しい。母を乗せて行ってしまうとは」と慌てて外へ駆け出した。商家の人々は娘が悲嘆のあまり正気を失ったかと思い、娘を引き止めると、たちまち娘が気絶したので、口に水を注いで正気に戻した。娘が盛んに熱がっており、見ると袖の下が火で焼け焦げていた。店へ戻ると、老婆は既に死んでいた。娘は、臨終のときになぜそばにいなかったのかと尋ねられると「絵で見た鬼の姿のような者が燃え盛る火の車を引いて、母を火の中へ投げ込んで連れ去って行った（画像参照）。取り戻したい一心で追いかけたものの車は空へ飛び去ってしまい、後のことは覚えていない」とのことだった。

## 転用
家計や経済の切迫状態を「火の車」と表現するのは、火車または本項の「火の車」からの転用である。火の車に乗せられた亡者が苦痛を味わうことや、苦に満ちた世界（娑婆）を仏教語の「火宅」（火事に遭った家の意）と関連づけたことが由来とされている。
内燃機関を搭載した自動車から火災が発生するさまを見て「正しく火の車だ」という転用もする。